# کوستوملاتی پود میلشووکوو
کوستوملاتی پود میلشووکوو (به چکی: Kostomlaty pod Milešovkou) یک منطقهٔ مسکونی در جمهوری چک است که در ناحیه تپلیتسه واقع شده است. کوستوملاتی پود میلشووکوو ۱۱٫۱۵ کیلومتر مربع مساحت و ۸۹۲ نفر جمعیت دارد و ۴۰۵ متر بالاتر از سطح دریا واقع شده است.